# Кайзерин Аугуста (бронепалубный крейсер)
Бронепалубный крейсер «Кайзерин Аугуста» (нем. Kaiserin Augusta)— немецкий крейсер, построен как крейсер-корвет (нем. Kreuzerkorvette) 2-го класса для колониальной службы. Первый немецкий и один из первых в мире трёхвинтовых кораблей. Считался первым достаточно современным крейсером немецкого флота. Стал развитием проекта «Ирене».

## Проектирование
«Кайзерин Аугуста» проектировался Конструкторским бюро Императорского морского ведомства как корвет «H». Новый корабль рассматривался как «истребитель торговли» и его основными особенностями должны были стать высокая скорость, значительная дальность плавания и вооружение, состоящее из скорострельных орудий среднего калибра. Для выполнения этих требований конструкторам пришлось применить много новшеств и отказаться от бортовой брони.

## Конструкция

### Силовая установка
«Кайзерин Аугуста» имела 3 паровые машины тройного расширения номинальной мощностью 15 650 л.с., которые питались паром от восьми котлов локомотивного типа. Запас угля составлял 835 тонн.

### Бронирование
Броневая палуба имела толщину 70 мм в средней части.

## Служба

Кайзерин Аугуста покидает Нью-Йорк, 1895 год. Художник Карл Зальцман

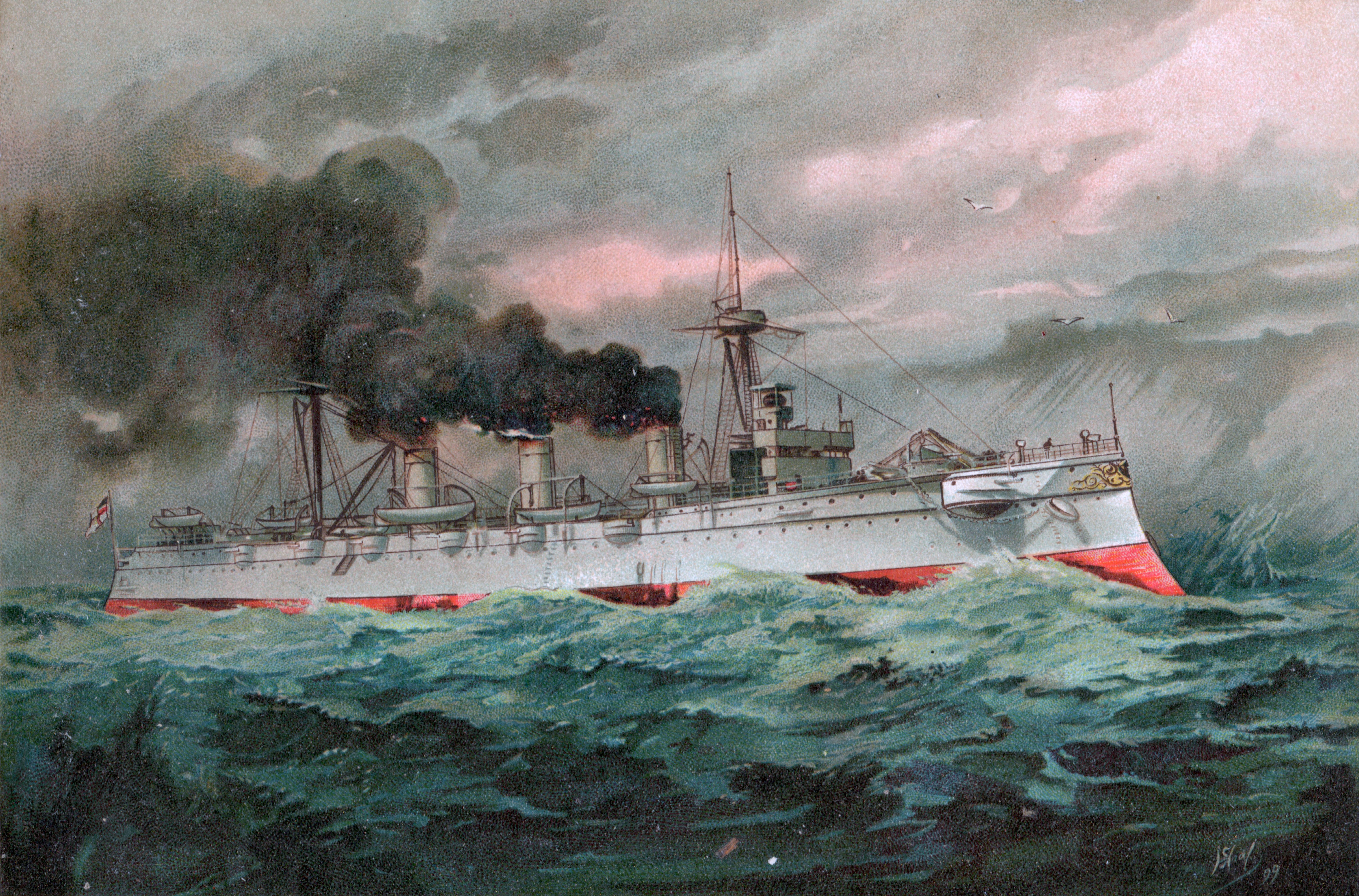
картина Kaiserin Augusta в 1902 году

«Кайзерин Аугуста» была заложена в 1890 году на верфи «Германия» в Киле. На воду крейсер спустили 15 января 1892 года, а в строй он вступил 29 августа 1892 года. С 1914 года стал учебным кораблём. Списан и продан на слом в 1919 году.